# Coux-et-Bigaroque
Coux-et-Bigaroque è un comune francese soppresso e frazione del dipartimento della Dordogna nella regione della Nuova Aquitania. Dal 1º gennaio 2016 si è fuso con il comune di Mouzens per formare il nuovo comune di Coux-et-Bigaroque-Mouzens.

## Società

### Evoluzione demografica
Abitanti censiti

## Amministrazione

### Gemellaggi
- Schœnau